# Ніколь Франк
Ніколь Франк (ісп. Nicole Frank, 8 вересня 2003) — уругвайська плавчиня.
Учасниця Олімпійських Ігор 2020 року, де в попередніх запливах на дистанції 200 метрів комплексом посіла 27-ме (останнє) місце і не потрапила до півфіналів.